# Friedrich Nikolai Russow
Friedrich Nikolai Russow (Tallinn, 1828. április 14. – Szentpétervár, 1906. július 22.) észt muzeológus, író, újságíró, kiadó és művész.

## Élete
Paidében és Tallinnban járt iskolába, ezután 1847 és 1850 közt jogot tanult a Szentpétervári Egyetemen. Ezt követően 1863-ig a tallinni tartományi kormánynál különböző beosztásokban dolgozott. 1863-től haláláig Szentpéterváron töltött be állami tisztségeket. 1863 és 1885 közt az oroszországi állami bányászati hivatal titkára, 1865 és 1905 közt a Szentpétervári Akadémia Néprajzi Múzeumának kurátora volt.
Már korán érdeklődni kezdett az észt kultúra iránt. Észt népdalokat gyűjtött, amelyek egy része Alexander Heinrich Neus három kötetből álló gyűjteményében jelent meg (1850-1852). 1854 és 1857 közt jelentette meg a Tallinna koddaniko ramat omma söbbradele male című lapot, amely a krími háborúról közölt híreket. A lapnak összesen tizenkét száma jelent meg, s az első ész politikai hírlapnak tekinthető. 1860-ban Wilhelm Greiffenhagennel közösen alapította meg a Revalsche Zeitung-ot, amely ugyan német nyelven jelent meg, de elsősorban az észt lakosság érdekeivel foglalkozott. Russow Szentpétervárra való költözése után a lap gyorsan elvesztette jelentőségét az észt nemzeti ébredés tekintetében, de egészen 1940-ig az Észtországban élő balti németek egyik legfontosabb lapja maradt.
Russow politikai elkötelezettsége az orosz belügyminiszterhez intézett beadványában is megfigyelhető, amelyben élesen elítélte az észt parasztokkal szembeni durva bánásmódot az 1858-as Mahtrai parasztfelkelés kapcsán. Mivel a kormányzati adminisztrációban ő volt az észt nyelvű iratok fordításáért felelős tisztviselő, kiterjedt háttéranyagokhoz fért hozzá. Releváns információkat adott Eduard Vilde írónak, aki ezen információkat később beépítette  Kui Anija mehed Tallinnas käisid című regényébe. Franz Anton Schiefner egy levele szerint Russow 1862-ben Narva polgármesterjelöltje volt.
Russow az úgynevezett "pétervári hazafiak" közé tartozott, így nevezték a Szentpéterváron tevékenykedő észtek azon csoportját, akik szülőföldjük nagyobb nemzeti önrendelkezésére törekedtek. Köztük volt, például Johann Köler festőművész, valamint Philipp Karell, I. Miklós és II. Sándor orosz cárok egyik személyes orvosa volt. Egy ideig egy fedél alatt élt Johann Kölerrel, akitől festőleckéket vett. Mint könyvillusztrátor is tevékenykedett.
Russow saját irodalmi munkássága viszonylag csekély, néhány publikált költeményre korlátozik, amelyek azonban formájuk miatt figyelemre méltóak. Egyes esetekben a régi észt népköltészet mértékét használta. Az észt irodalom számára jelentősége inkább szervezői és újságírói tevékenységében rejlik. Különösen fontos volt volt Friedrich Reinhold Kreutzwald számára, akinek első tündérmeséit 1860-ban jelentette meg, s ő készítette a kötet illusztrációit is. További köteteket is terveztek, ezek azonban Russow egyéb elfoglaltságai miatt nem jelentek meg. Tovább rontotta a helyzetet, hogy Russow Kreutzwald kéziratainak egy részét elvesztette. A későbbi kiadások csak 1864-ben és 1865-ben jelentek meg Tartuban. Russow ösztönözte Kreutzwald meséinek németre fordítását, ez végül 1869-ben jelent meg Halléban.

## Munkái
- Söalaul Eestimaa tüttarlastele, Tallinn: s.n. 1854.
- Ued kandlekeled, Tallinn: s.n. 1854.
- Russische Landschafts- und Lebensbilder, Reval: Lindfors‘ Erben 1864.

## Fordítás
- Ez a szócikk részben vagy egészben  a   Friedrich Nikolai Russow című német Wikipédia-szócikk ezen változatának fordításán alapul.  Az eredeti cikk szerkesztőit annak laptörténete sorolja fel. Ez a jelzés csupán a megfogalmazás eredetét és a szerzői jogokat jelzi, nem szolgál a cikkben szereplő információk forrásmegjelöléseként.